# Euproctis boldingii
Euproctis boldingii är en fjärilsart som beskrevs av Ky. 1892. Euproctis boldingii ingår i släktet Euproctis och familjen tofsspinnare. Inga underarter finns listade i Catalogue of Life.